# Antranilato di metile
L'antranilato di metile è l'estere metilico dell'acido antranilico. Viene utilizzato come repellente per gli uccelli. È considerato uno dei primi aromi artificiali, ma è presente in natura assieme all'N-metil-derivato nell'essenza di zagara.
Sembra che le proprietà tonico-sedative del sistema simpatico, di cui gode questa essenza, siano proprio da attribuire ai derivati dell'acido antranilico che antagonizzerebbero le azioni periferiche nella noradrenalina.

## Proprietà chimiche
È un liquido che va da limpido a giallo chiaro. Mostra una fluorescenza azzurro-violetta. È leggermente solubile in acqua e solubile in etanolo e glicole propilenico. È insolubile in olio di paraffina. È combustibile, con punto di infiammabilità a 104 °C. A piena concentrazione, ha un odore fruttato di uva; a 25 ppm ha un odore dolce, fruttato, simile all'uva Concord, con una sfumatura ammuffita e di bacche.

## Usi
L'antranilato di metile agisce come repellente per uccelli. È per uso alimentare e può essere utilizzato per proteggere mais, girasoli, riso, frutta e campi da golf. Il dimetil antranilato (DMA) ha un effetto simile. Viene anche usato per il sapore d'uva della bevanda Kool-Aid. Viene utilizzato per aromatizzare caramelle, bibite analcoliche, frutta, gomme da masticare, droghe e prodotti a base di nicotina.
L'antranilato di metile sia come componente di vari oli essenziali naturali sia come aroma-sostanza chimica sintetizzata è ampiamente utilizzato nella profumeria moderna. Viene anche usato per produrre basi di Schiff con aldeidi, molte delle quali sono anche usate in profumeria. In un contesto di profumeria la base di Schiff più comune è nota come aurantiolo, prodotto combinando metantranilato e idrossicitronellale.

## Presenza in natura
L'antranilato di metile si trova naturalmente nelle Uva Concord e in altre uve  Vitis labrusca e loro ibridi, e nel bergamotto, locusta nera, Magnolia champaca, gardenia, Jasminum, limone, mandarino, neroli, arance, olio di ruta, fragola, Agave amica, glicine, galanga e ylang ylang. È anche un componente primario del sapore essenziale di mela, insieme a etil acetato e etil butirrato.